# Magento
Magento — eCommerce платформа, разработанная на PHP.

## История
Первый публичный релиз — март 2008 года. В июне 2011 года компания Magento Inc. была приобретена компанией eBay Inc. и продана в 2015 году частной инвестиционной компании Permira.
На февраль 2013 года, по данным Alexa, Magento — самая популярная система управления интернет-магазинами в мире.
В мае 2018 компания Magento Inc. перешла в собственность Adobe Inc.
Magento является международной компанией. Техническая часть команды Magento находится в Остине (США), в то время как центральный офис — в городе Кэмпбелл в Калифорнии. Маркетинг и команда продаж сосредоточена в Калвер-Сити (бывший центральный офис).
На данный момент известно что компания Adobe приняла решение закрыть Киевский офис и сосредоточить разработку в США
Magento — одна из самых популярных открытых E-commerce-систем для организации электронной коммерции в Сети: на базе этой платформы создано более 100 000 интернет-магазинов, сторонними разработчиками создано более 2 000 расширений, сообщество проекта насчитывает около 375 000 участников.
В январе 2017 года Magento получила очередные 250 млн долларов инвестиций для развития на растущих азиатских рынках электронной торговли.

## Применение
Magento является ведущей платформой для электронной коммерции, на которой работает около 30 % рынка.

## Конференции и сертификация
Также Magento проводит свою собственную ежегодную конференцию. Первое мероприятие было проведено в Лос-Анджелесе еще в 2011 году, а ближайшее мероприятие состоится в Лас-Вегасе в мае 2019.
На сегодняшний день, в каталоге Magento зарегистрировано более 3800 сертифицированных разработчиков, и это число растет.

## Magento Roadmap
В данный момент Magento внедряет функции голосовой коммерции. Команда Magento работает с Amazon и Google над тем, как оба каталогизируют источники продуктов, чтобы привязать Magento и сделать сервис доступным через Amazon Alexa. 

## Поисковая оптимизация
Для хорошего Magento SEO вы должны:
- Включить канонические URL-адреса для страниц товаров и категорий
- Активировать SEO-модули для Magento
- Выберите HTTPS-протокол
- Установите URL-адреса продуктов на верхний уровень
- Активируйте XML-карту сайта и файл Robots.txt.
- Включить создание редиректов при изменении URL-адресов Убедитесь, что вы используете последнюю версию Magento.
- Включить перезапись URL
- Вставка расширенных фрагментов
- Настройте «Добавить код магазина к URL-адресам» Главное ключевое слово в первом абзаце
- Сокращение контента (удаление устаревшего контента, который больше не может быть полезен пользователям)
- Ключевые слова в тегах H1
- Правильно названные изображения (например, не "tr_1009_nh.jpg") и использование тега ALT
- Использование тега TITLE в ссылках
- использовать канонические URL
- Nofollow ненужные ссылки